# Edwig Cammaerts
Edwig Cammaerts (Namur, 17 de julio de 1987) es un exciclista belga.
Después de tres temporadas en la formación Cofidis, Cammaerts no continuó en el equipo para la temporada 2015.
Firmó un contrato con el equipo continental belga Veranclassic-Ekoï en octubre de 2014.

## Palmarés
2010
- Tour de la provincia de Namur

2013
- Clásica de Loire-Atlantique